# 絶対生徒会長!!大熊猫さん
『絶対生徒会長!!大熊猫さん』（ぜったいせいとかいちょう!!おおくまねこさん）とは、岡田有希による日本の漫画作品である。単行本は全2巻。全34話。話数は「○○闘目」で表わされる。『月刊スピリッツ』2009年10月号から2012年9月号まで連載された。